# 2034
L'any 2034 (MMXXXIV) serà un any comú que començarà en diumenge segons el calendari gregorià, l'any 2034 de l'era comuna (CE) i Anno Domini (AD), el 34è any del tercer mil·lenni, el 34è any del segle xxi, i el cinquè any de la dècada dels 2030.

## Previsions
- 20 de març: eclipsi solar total[1][2]
- 3 d'abril: eclipsi lunar penumbral[3][4]
- 12 de setembre: eclipsi solar anular[2]
- 28 de setembre - eclipsi lunar parcial[4]
- 25 de novembre - superlluna[5][6]

## Esdeveniments
- 25 d'abril: Commemoració dels 120 anys del natalici de l'històric president de Veneçuela, el General Marcos Pérez Jiménez.[7]
- 5 de juliol: Es commemora 223 anys de la declaració d'independència de Veneçuela.
- 2 de desembre: Es commemora 82 anys des de 1952 de l'entrada a la presidència de Veneçuela per part del General Marcos Pérez Jiménez com a President Provisional després del Frau Electoral d'aquest mateix any, nomenat per l'Assemblea Nacional Constituent a partir del 2 de desembre de 1952 en substitució de Germán Suárez Flamerich per posteriorment ser nomenat per la mateixa assemblea com a President per al període 1953 - 1958, el qual va iniciar el 19 d'abril de 1953.[7]
- 6 de desembre: Es compleixen 500 anys de la fundació de Quito, capital de la República de l'Equador.
- 28 de setembre: eclipsi piga parcial visible a Amèrica del Sud.[8]

## Naixements
Països Catalans
Resta del món

## Necrològiques
Països Catalans
Resta del món